# 2402 Satpaev
2402 Satpaev је астероид главног астероидног појаса са средњом удаљеношћу од Сунца која износи 2,221 астрономских јединица (АЈ).
Апсолутна магнитуда астероида је 13,2.